# Lukas Boeder
Lukas Boeder (Essen, 18 de abril de 1997) es un futbolista alemán que juega como defensa en el Dinamo Dresde de la 2. Bundesliga de Alemania.

## Clubes
| Club                        | País     | Año       |
| --------------------------- | -------- | --------- |
| Bayer 04 Leverkusen         | Alemania | 2015-2017 |
| S. C. Paderborn 07 (cedido) | Alemania | 2017      |
| S. C. Paderborn 07          | Alemania | 2017-2019 |
| M. S. V. Duisburgo          | Alemania | 2019-2020 |
| Hallescher F. C.            | Alemania | 2020-2021 |
| F. C. Saarbrücken           | Alemania | 2021-2024 |
| Dinamo Dresde               | Alemania | 2024-     |